# Polidoro da Lanciano
Polidoro da Lanciano (* um 1515 in Lanciano; † 21. Juli 1565 in Venedig) war ein italienischer Maler in der Renaissance.

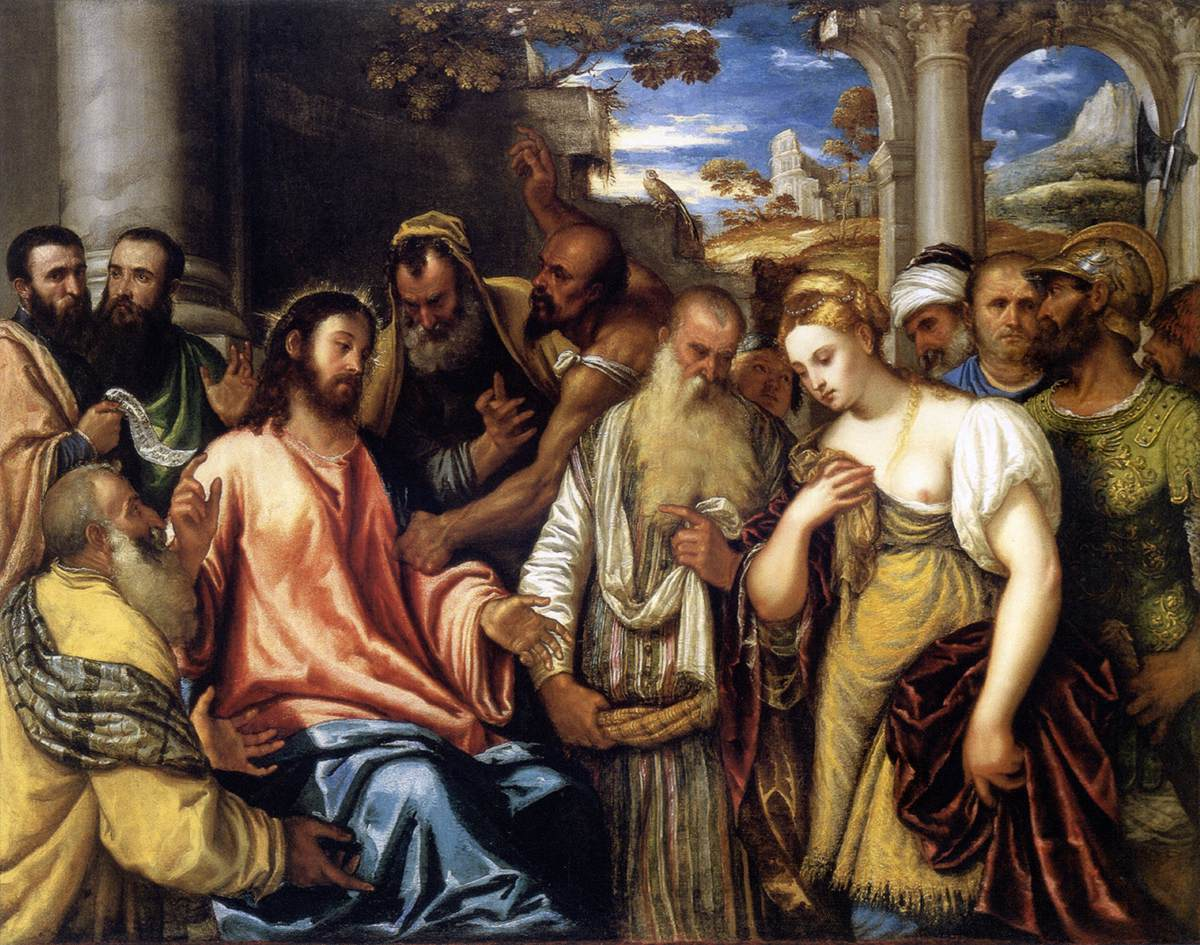
Polidoro da Lanciano: Christus und die Ehebrecherin, Öl auf Holz, 163 × 202 cm; das Werk befindet sich im Budapester Szépművészeti Múzeum

## Leben
Polidoro da Lanciano wurde als Sohn des Keramikers Renzo geboren. Sein Geburtsjahr wird mit 1515 angenommen, da er sich in seinem Testament von 1565 als fünfzigjährig bezeichnete. Es ist aber auch möglich, dass er schon 1510 geboren wurde.
Man weiß nicht viel über seine Jugend und seine Ausbildung. Er ließ sich gegen Mitte der zwanziger Jahre des 16. Jahrhunderts in Venedigs Viertel San Pantaleone nieder. Dort gab es eine Gemeinde von Zuwanderern aus den Abruzzen.
Er fertigte hauptsächlich religiöse Gemälde für private Auftraggeber. Zu seinen Werken gehören Das Mahl der Götter (Neapel, Museo di Capodimonte), Christus und die Ehebrecherin (Versionen hiervon befindlich in Brescia, Pinacoteca Tosio-Martinengo; Budapest, Szépmüvészeti Múzeum; London, Walpole collection), Rast in Ägypten mit dem Heiligen Johannesknaben (Paris, Louvre), Der Abstieg des Heiligen Geistes (Venedig, Gallerie dell’Accademia) und Die Heilige Familie mit der Heiligen Magdalena und einem venezianischen Patrizier (Dresden, Gemäldegalerie).

## Belletristik
- Vincenzo Mancini, Polidoro da Lanciano, Lanciano, Rocco Carabba Editrice, 2001.
- Raffaele Aurini, Polidoro di Renzo da Lanciano, in Dizionario Bibliografico della Gente d’Abruzzo, Colledara 2002.